# Kateretes pedicularius
Kateretes pedicularius är en skalbaggsart som först beskrevs av Carl von Linné 1758.  Kateretes pedicularius ingår i släktet Kateretes, och familjen kullerglansbaggar. Arten är reproducerande i Sverige.

## Bildgalleri

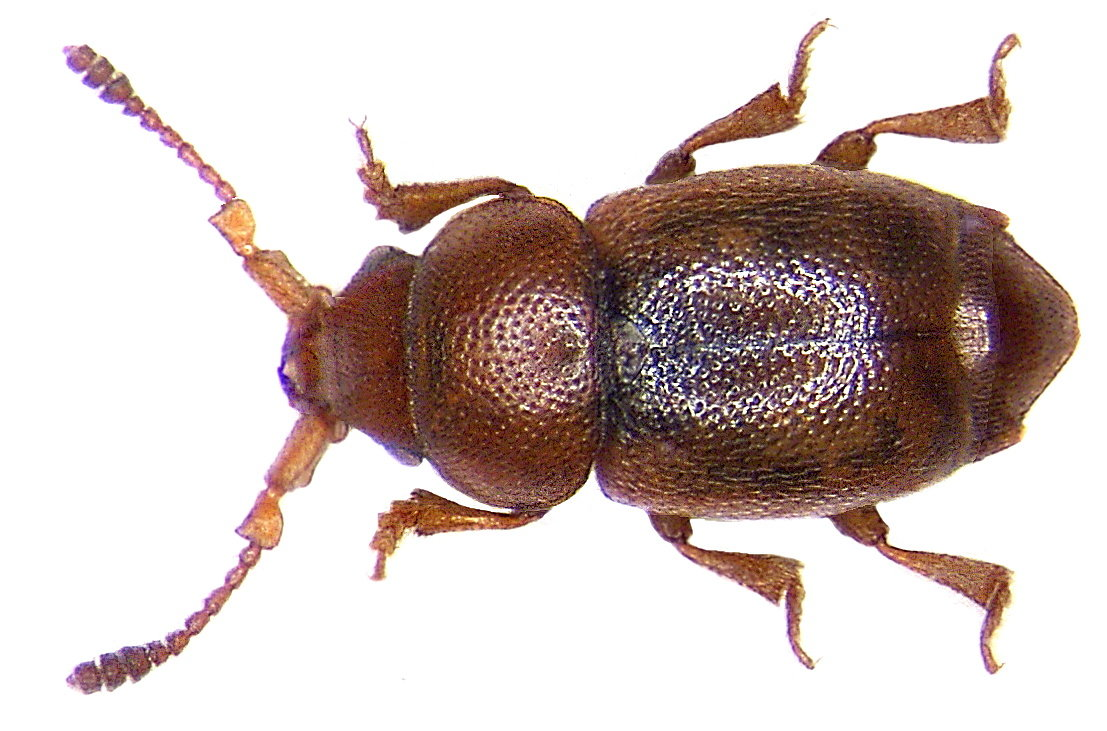
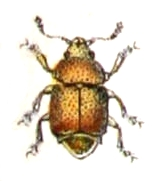